# نيكولا آدم (نحات)
نيكولا آدم (بالفرنسية: Nicolas Sébastien Adam)‏ (و. 1705 – 1778 م) هو نحات فرنسي، ولد في نانسي، توفي في باريس، عن عمر يناهز 73 عاماً.